# Чоловік у коробці
Чоловік у коробці (англ. The Man on the Box) — американська кінокомедія режисера Чарльза Райснера 1925 року.

## Сюжет
Багатий молодий чоловік прикидається садівником, щоб бути поруч з жінкою, яку він таємно кохає. Він виявляє, що дворецький шпигун, який планує вкрасти військові секрети, і він повинен знайти спосіб зупинити його.

## У ролях
- Сід Чаплін — Боб Ворбертон
- Девід Батлер — зять Боба
- Еліс Келхун — Бетті Еннеслі
- Кетлін Келхун — місіс Лемптон
- Теодор Лорч — містер Лемптон
- Елен Костелло — сестра Боба
- Е. Дж. Реткліфф — полковник Еннеслі
- Чарльз Райснер — Бедкофф
- Чарльз К. Джеррард — граф Каралофф
- Генрі А. Барровс — Ворбертон старший